# تودو تاکایوشی
تودو تاکایوشی (به ژاپنی: 藤堂 高吉 とうどう たかよし) (۱۵۷۹–۱۶۷۰) یک سامورایی در اوایل دوره ادو در قلمروی تسو بود. او سومین پسر نیوا ناگاهیده بود. وی ابتدا فرزندخواندهٔ تویوتومی هیده‌ناگا بود و سپس به فرزندخواندگی تودو تاکاتورا درآمد. وی ابتدا با دختر میزوگوچی هیده‌کاتسو ازدواج کرد و سپس وی را طلاق داد. در سال ۱۶۰۰ در نبرد سکیگاهارا در جبهه شرقی جنگید.